# Douglas Neale
Douglas Neale war ein britischer Hersteller von Automobilen.

## Unternehmensgeschichte
Das Unternehmen aus Edinburgh begann 1897 mit der Produktion von Automobilen. Der Markenname lautete Neale. Im gleichen Jahr endete die Produktion. Insgesamt wurden vier Fahrzeuge verkauft.

## Fahrzeuge
Im Angebot standen Elektroautos. Ein Elektromotor trieb über eine Kette eines der Hinterräder an. Drew aus Edinburgh fertigte die Dogcart-Karosserien. Sie boten in Dos-à-dos-Ausführung vier Personen Rücken an Rücken Platz. Der Preis betrug 150 Pfund.